# Грибок-Страшилище
«Грибок-Страшилище» ― детская книжка с картинками британского художника Рэймонда Бриггса. Книга впервые вышла в свет в 1977 году. Персонаж и все связанные с ним теперь принадлежат «Студиоканалу Vivendi».

## Сюжет
В книге рассказывается о самом обычном дне Грибка. По ходу дня он переживает легкую депрессию, размышляя о том, для чего на самом деле нужна его, казалось бы, бессмысленная работа — пугать простых людей. Грибок состоит в общества Пугала, которое очень похоже на британское общество. В книге с любовью описаны повседневные подробности жизни Грибка, с определениями его жаргона и многочисленными комментариями, касающимися мифов, домашних животных, хобби, литературы, одежды и еды Пугала.
Большая часть юмора происходит от игры слов. Например, показано, что страшилищам нравится есть мух и делиться ими, подобно человеческим сигаретам; одной из марок сигарет «Fly» является «strong French Gallwasp», каламбур на тему сигарет «Gauloises».

## Экранизация
В течение десятилетий было предпринято несколько попыток снять фильм по книге, что было сложно из-за отсутствия реального сценария. В 2002 году BBC начала работу над телевизионным комедийным сериалом из трех частей, который вышел в эфир в ноябре 2004 года и сейчас доступен на DVD. В фильме сыграли Клэр Томас в роли Джессики Уайт, Мартин Клунс в роли её отца и Мак Уилсон в роли Грибка-Страшилища. Этот фильм, снятый по сценарию автора Марка Хэддона, с участием живых людей и анимированных пугал, был номинирован на пять наград. В нём рассказывается о том, как девочка Джессика встречает Грибка и его семью. В семье есть двое детей: дочь по имени Слизь и сын Моулд (который фигурировал в оригинальной книге) — подросток, переживающий бунтарскую фазу: чистить вещи вместо того, чтобы пачкать их.
Также был снят фильм из трех частей с участием Тимоти Сполла в качестве главного героя. Фильм был впервые показан на телеканале «Sky1» в декабре 2015 года. В этой экранизации также снялись Марк Уоррен, Кили Хоуз, Джоанна Сканлан, Джимми Акингбола, Пол Кей, а также Виктория Вуд в её последней роли на телевидении перед её смертью в апреле 2016 года.
Постановка в театре, основанная на книге, была поставлена в «Artsdepot» на севере Лондона в период с ноября 2007 по август 2008 года. Шоу, созданное совместно с «Pilot Theatre», было срежиссировано и адаптировано Маркусом Ромером и оформлено Али Алленом.